# Исакије Далматски
Свети Исакије Далматски је хришћански светитељ, оснивач Далматског манастира у Цариграду. 
За време владавине цара Валенса било је велико гоњење православља од стране аријеваца, које је и сам цар помагао. Када је чуо за ово гоњење, Исакије, пустињак са Истока, оставио је пустињу и дошао у Цариград да храбри православце и да изобличава јеретике. У то време пошао је цар Валенс са војском на север против Гота, који су се од Дунава спуштали ка Тракији. Исакије је изашао пред цара и рекао му: "Царе, отвори цркве правоверним, и Бог ће благословити пут твој!". Сутрадан је опет истрчао Исакије пред цара и опет му поновио опомену. Трећи дан истрчао је Исакије пред цара, ухватио царевог коња за узду и молио цара, да да слободу цркви, и претио је цару казном Божјом, ако се успротиви молби његовој. Разјарен цар наредио је да старца баце у неку јаму. Хришћани верују да су старца из јаме извадила три анђела. Четврти дан изашао је Исакије пред цара и прорекао му грозну смрт, ако не да слободу православним: "Говорим ти, царе, одвешћеш војску на варваре, но нећеш одолети варварима, побећи ћеш испред њих, али ћеш бити ухваћен и жив сажежен". И заиста су Варвари победили грчку војску, а цар је побегао са својим саветником, аријанцем, и сакрио се у једну кошару. Варвари су сазнавши где је цар, опколили кошару, и запалили је. Тако је изгорео цар Валенс са својим саветником. Потом се зацарио цар Теодосије Велики, који је чуо за Исакију. Призвао га је цар себи и поклонио му се. Пошто је мир завладао у Цркви, и пошто су аријанци били прогнани, Исакије се хтео вратити у своју пустињу, али је умољен да остане у Цариграду. Неки велможа Сатурнин саградио му је манастир где се старац до смрти подвизавао. У хришћанској традицији помиње се да је чинио многа чуда. Пред смрт Исакије је одредио за игумана манастира Далмата, свога ученика, по коме се та обитељ касније и назвала далматска. Исакије је преминуо око 383. године.
Српска православна црква слави га 30. маја по црквеном, а 12. јуна по грегоријанском календару.
По Исаку Далматском назван је велики Исакијевски храм у Санкт Петербургу.